# جرج کریون (بازیکن فوتبال)
جرج کریون (انگلیسی: George Craven؛ زادهٔ 1917) بازیکن فوتبال اهل بریتانیا است.
از باشگاه‌هایی که در آن بازی کرده‌است می‌توان به باشگاه فوتبال یورک سیتی اشاره کرد.